# Willehad

Bischof Willehad

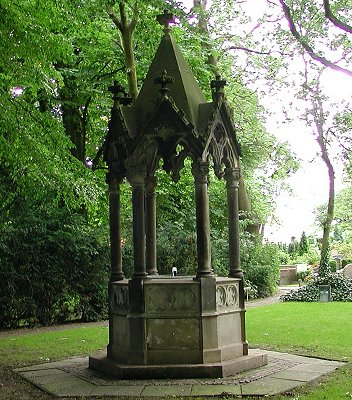
Der Willehadus-Brunnen bei der St.-Hippolyt-Kirche in Blexen

Willehad, ursprünglich Vilhaed, latinisiert Vilhadus (* um 740 in Northumbria; † 8. November 789 in Blexen an der Weser), war seit etwa 770 als Missionar in Friesland und im Gebiet der Sachsen aktiv und wurde der erste Bischof von Bremen. Sein Name bedeutet „der willensstarke Kämpfer“.

## Leben
Seit etwa 772 wirkte Willehad zunächst in Friesland im Gebiet von Dokkum. Ab 780 missionierte er im Auftrage Karls des Großen an der Unterweser im Gau Wigmodi, musste dann allerdings beim Sachsenaufstand von 782 die Flucht ergreifen. Er begab sich auf eine Pilgerreise nach Rom. Anschließend verbrachte er zwei Jahre im Kloster Echternach.
Nach der Taufe des Sachsenführers Widukind im Jahr 785 begab sich Willehad sofort zurück in sein früheres Missionsgebiet. Am 13. Juli 787 wurde Willehad in Worms in Anwesenheit Karls des Großen zum Bischof von Wigmodi, Laras, Riustri, Asterga, Nordendi und Wanga (an der unteren Weser und zwischen der Mündung von Weser und Ems) geweiht. Am 14. Juli 788 errichtete Karl der Große nach altrömischer Sitte in Speyer das Bistum Bremen für den nördlichen Teil Sachsens und verlieh diese neue Diözese im Auftrag des Papstes Hadrian I. und nach Rat des Erzbischofs Lullus von Mainz und der anwesenden Bischöfe an Willehad. Dieser machte Bremen zu seiner Residenz. Nach dem Vorbild des northumbrischen Kirchenwesens ließ Willehad die pastorale Versorgung der Sachsen im Gau Wigmodi durch reisende Priester vornehmen. Kirchengründungen im Elbe-Weser-Raum waren zunächst selten.
An Allerheiligen (1. November) 789 weihte er den ersten Dom zu Bremen, der noch ein Holzbau war. Eine Woche später starb er in Blexen an einem heftigen Fieber. Er wurde zunächst in einer Grabkapelle am Dom bestattet. Später wurde die Wilhadikapelle gebaut, um die Gebeine Willehads aufzunehmen. Am 8. November 860 ließ Erzbischof Ansgar die sterblichen Überreste des zunehmend als Heiligen verehrten Willehad aus der Kapelle in den Dom umbetten. Dieser Tag wurde von Ansgar als Festtag des Heiligen bestimmt, er gehörte um 1230 im Dom zu den sechs ranghöchsten Feiertagen und gilt bis heute als kirchlicher Gedenktag, der sich in den Kalendern der evangelischen (im Evangelischen Namenkalender), römisch-katholischen (nicht gebotener Gedenktag in den Bistümern Hildesheim, Münster und Osnabrück) und orthodoxen Kirche findet. Zwischen Nordjütland und Wittenburg bei Hildesheim waren dem Heiligen mindestens achtzehn Kirchen und Kapellen geweiht. Seine als Reliquien verehrten Gebeine gingen in der Reformationszeit allerdings – mit Ausnahme eines Kokosnussreliquiars aus dem Domschatz zu Münster – verloren.
Willehad wurde auch Teil der profanen Stadtgründungslegende Bremens. Auf dem Stadtsiegel des 13. Jahrhunderts, dem bekannten Wandbild in der oberen Rathaushalle und am Domlettner posiert er auf Augenhöhe gegenüber Kaiser Karl, den die Bremer im Spätmittelalter als Gründer ihrer Stadt beanspruchten. Der 1035 kaiserlich privilegierte Jahrmarkt in Bremen hieß lange Wilhadi-Markt, bis sich der Name Freimarkt durchsetzte.
Unsere Kenntnisse über das Leben Willehads beruhen im Wesentlichen auf den beiden nachfolgend behandelten Texten des frühen Mittelalters, die in lateinischen Handschriften des 12. Jahrhunderts überliefert sind.

## Vita Sancti Willehadi
Die Beschreibung seines Lebens entstand nach 838, aber bis 860, vielleicht noch zur Zeit Bf Leuderichs († 845) oder bald darauf. Geschrieben wurde sie wahrscheinlich in Bremen, der Verfasser dürfte ein Bremer Kleriker gewesen sein. Die ältere These, wonach die Vita im Kloster Echternach entstanden sei, darf seit den Einschätzungen Heinz Löwes als überholt gelten. Sie beruhte u. a. auf einer falschen Interpretation eines Kapitels aus der Vita Willibrordi.
Bemerkenswert ist ein Einschub in Kap. 5 der Vita, das eigentlich Ereignisse des Jahres 781 beschreibt. Hier wird erstmals der Gedanke der translatio imperii, der Übertragung des Kaisertums vom Oströmischen Reich (als Nachfolger des Römischen Reiches) auf das Frankenreich formuliert. Seit Kaiser Konstantin hätte das Kaisertum seinen Sitz in Konstantinopel gehabt. Dort sei aber nun das Königsgeschlecht in männlicher Linie ausgestorben und eine Frau habe die Regierung übernommen. Und weil Karl sowohl Rom als auch große Teile der ehemaligen römischen Provinzen beherrsche, habe das Volk von Rom und eine große Zahl von Bischöfen und geistlichen durch Wahl das Kaisertum auf das Frankenreich übertragen. Laut Andreas Röpcke sei dies „der früheste Hinweis auf [die] ... Übertragung des fortdauernden römischen Kaiserreiches auf die Franken, einen Gedanken, der die Geschichte Mitteleuropas nachhaltig prägen sollte.“
Zum anderen ist die Vita von besonderer Bedeutung für die Geschichtsschreibung Bremens, das hier erstmals erwähnt wird, auch seine Aufwertung zum Bischofssitz und Missionszentrum, aus dem das Bistum Bremen erwuchs, sowie Hinweise zum ersten Dombau können erschlossen werden. Insgesamt aber ist die Vita arm an Jahreszahlen.
Die Vita schließt mit der Erwähnung von Wundern am Grabe Willehads, die allerdings „aus Gleichgültigkeit und Nachlässigkeit mit Stillschweigen übergangen und […] nirgends aufgeschrieben“ seien. Allerdings berichtet der Autor über zwei Wunder, die den Bischofsstab und den Kelch Willehads betreffen. Beide Gegenstände sind in verheerenden Feuern nicht verbrannt worden, sondern wurden unversehrt aus der Asche geborgen.

## Miracula Willehadi
Die Wunder des Heiligen Willehad schrieb  Erzbischof Ansgar zwischen 860 und seinem Tod 865 auf. Er beschreibt etwas über 50 Heilungen, meist von blinden und gelähmten Menschen, die an das Grab kommen. Bemerkenswert ist das Verhältnis von Männern und Frauen: erkennbar werden nur sieben Männer, aber 33 Frauen geheilt, die übrigen werden nur kursorisch benannt. Nicht wenige werden mit Namen und Schichtzugehörigkeit beschrieben, genaue Herkunftsangaben der beeinträchtigten Menschen nennen erstmals eine Reihe von Ortsnamen aus der Umgebung Bremens.